# East City Giants
Gli East City Giants sono una squadra di football americano di Helsinki, in Finlandia; fondati nel 1979, hanno vinto 6 titoli nazionali (compreso quello non ufficiale del 1979) e un titolo di secondo livello.
Nel 1990 hanno assorbito gli Espoo Raiders.

## Dettaglio stagioni

### Tornei nazionali

#### Campionato

##### Vaahteraliiga
| Stagione | regular season | regular season | regular season | regular season | regular season | regular season | playoff | playoff | playoff | playoff | playoff | playoff       | playoff           |
|          | Vin            | Par            | Per            | Tot            | PF             | PS             | Vin     | Per     | Tot     | PF      | PS      | risultato     | avversaria        |
| -------- | -------------- | -------------- | -------------- | -------------- | -------------- | -------------- | ------- | ------- | ------- | ------- | ------- | ------------- | ----------------- |
| 1980     | 5              | 0              | 1              | 6              | 122            | 47             | 1       | 1       | 2       | 42+?    | 0+?     | Terzo posto   | Helsinki Roosters |
| 1981     | 6              | 0              | 1              | 7              | 306            | 32             | 1       | 1       | 2       | 32      | 34      | Vaahteramalja | MAJS              |
| 1982     | 6              | 1              | 2              | 9              | 440            | 77             | 0       | 2       | 2       | 8       | 37      | Quarto posto  | Espoo Poli        |
| 1983     | 6              | 0              | 1              | 7              | 161            | 34             | 1       | 1       | 2       | 35      | 17      | Terzo posto   | MAJS              |
| 1984     | 6              | 0              | 1              | 7              | 210            | 49             | 2       | 0       | 2       | 85      | 23      | Campioni      | Turku Trojans     |
| 1998     | 3              | 0              | 7              | 10             | 222            | 296            | -       | -       | -       | -       | -       | -             | -                 |
| Totale   | 32             | 1              | 13             | 46             | 1461           | 535            | 5       | 5       | 10      | 202+?   | 111+?   |               |                   |

Fonti: Enciclopedia del Football - A cura di Massimo Mezzetti

##### Syys Cup
Torneo non ufficiale.
| Stagione | regular season | regular season | regular season | regular season | regular season | regular season | playoff | playoff | playoff | playoff | playoff | playoff   | playoff    |
|          | Vin            | Par            | Per            | Tot            | PF             | PS             | Vin     | Per     | Tot     | PF      | PS      | risultato | avversaria |
| -------- | -------------- | -------------- | -------------- | -------------- | -------------- | -------------- | ------- | ------- | ------- | ------- | ------- | --------- | ---------- |
| 1979     | ?              | ?              | ?              | ?              | ?              | ?              | 1+?     | 0+?     | 1+?     | 6+?     | 0+?     | Campioni  | MAJS       |
| Totale   | ?              | ?              | ?              | ?              | ?              | ?              | 1+?     | 0+?     | 1+?     | 6+?     | 0+?     |           |            |

Fonti: Enciclopedia del Football - A cura di Massimo Mezzetti

##### I-divisioona
| Stagione | regular season | regular season | regular season | regular season | regular season | regular season | playoff | playoff | playoff | playoff | playoff | playoff    | playoff             |
|          | Vin            | Par            | Per            | Tot            | PF             | PS             | Vin     | Per     | Tot     | PF      | PS      | risultato  | avversaria          |
| -------- | -------------- | -------------- | -------------- | -------------- | -------------- | -------------- | ------- | ------- | ------- | ------- | ------- | ---------- | ------------------- |
| 1983     | 2              | 0              | 3              | 5              | 55             | 99             | -       | -       | -       | -       | -       | -          | -                   |
| 1984     | 3              | 0              | 5              | 8              | 66             | 205            | -       | -       | -       | -       | -       | -          | -                   |
| 2012     | 0              | 0              | 10             | 10             | 34             | 618            | -       | -       | -       | -       | -       | -          | -                   |
| 2017     | 4              | 0              | 4              | 8              | 207            | 333            | 0       | 1       | 1       | 0       | 42      | Semifinale | Helsinki Wolverines |
| 2018     | 4              | 0              | 4              | 8              | 261            | 251            | 0       | 1       | 1       | 21      | 27      | Semifinale | Kotka Eagles        |
| 2019     | 2              | 0              | 6              | 8              | 190            | 359            | 0       | 1       | 1       | 6       | 34      | Semifinale | Kotka Eagles        |
| 2020     | 0              | 0              | 5              | 5              | 34             | 179            | -       | -       | -       | -       | -       | -          | -                   |
| 2024     | 3              | 0              | 3              | 6              | 203            | 150            | 2       | 0       | 2       | 86      | 42      | Campioni   | Tampere Saints      |
| Totale   | 18             | 0              | 40             | 58             | 1060           | 2194           | 2       | 3       | 5       | 113     | 145     |            |                     |

Fonti: Enciclopedia del Football - A cura di Massimo Mezzetti

##### II-divisioona
| Stagione | regular season | regular season | regular season | regular season | regular season | regular season | playoff | playoff | playoff | playoff | playoff | playoff          | playoff              |
|          | Vin            | Par            | Per            | Tot            | PF             | PS             | Vin     | Per     | Tot     | PF      | PS      | risultato        | avversaria           |
| -------- | -------------- | -------------- | -------------- | -------------- | -------------- | -------------- | ------- | ------- | ------- | ------- | ------- | ---------------- | -------------------- |
| 2011     | 6              | 0              | 2              | 8              | 181            | 83             | 1       | 1       | 2       | 25      | 49      | Semifinale       | Pori Bears           |
| 2013     | 0              | 0              | 6              | 6              | 56             | 189            | -       | -       | -       | -       | -       | -                | -                    |
| 2015     | 4              | 0              | 4              | 8              | 176            | 192            | -       | -       | -       | -       | -       | -                | -                    |
| 2016     | 2              | 0              | 6              | 8              | 104            | 133            | -       | -       | -       | -       | -       | -                | -                    |
| 2022     | 3              | 0              | 3              | 6              | 153            | 92             | 0       | 1       | 1       | 18      | 27      | Quarti di finale | Oulu Northern Lights |
| 2023     | 5              | 0              | 1              | 6              | 223            | 60             | 0       | 1       | 1       | 20      | 41      | Wild Card        | Rovaniemi Nordmen    |
| Totale   | 20             | 0              | 22             | 42             | 893            | 1049           | 1       | 3       | 4       | 63      | 117     |                  |                      |

Fonti: Enciclopedia del Football - A cura di Massimo Mezzetti

##### III-divisioona (a 11 giocatori)
| Stagione | regular season | regular season | regular season | regular season | regular season | regular season | playoff | playoff | playoff | playoff | playoff | playoff                | playoff                              |
|          | Vin            | Par            | Per            | Tot            | PF             | PS             | Vin     | Per     | Tot     | PF      | PS      | risultato              | avversaria                           |
| -------- | -------------- | -------------- | -------------- | -------------- | -------------- | -------------- | ------- | ------- | ------- | ------- | ------- | ---------------------- | ------------------------------------ |
| 2014     | 7              | 0              | 1              | 8              | 196            | 843            | 0       | 2       | 2       | 14      | 30      | Tinamalja/Non promossi | Mikkeli Bouncers/Helsinki Wolverines |
| Totale   | 7              | 0              | 1              | 8              | 196            | 843            | 0       | 2       | 2       | 14      | 30      |                        |                                      |

Fonti: Enciclopedia del Football - A cura di Massimo Mezzetti

##### IV-divisioona
| Stagione | regular season | regular season | regular season | regular season | regular season | regular season | playoff | playoff | playoff | playoff | playoff | playoff   | playoff       |
|          | Vin            | Par            | Per            | Tot            | PF             | PS             | Vin     | Per     | Tot     | PF      | PS      | risultato | avversaria    |
| -------- | -------------- | -------------- | -------------- | -------------- | -------------- | -------------- | ------- | ------- | ------- | ------- | ------- | --------- | ------------- |
| 2017     | 6              | 0              | 0              | 6              | 190            | 48             | 1       | 1       | 2       | 32      | 32      | Äijämalja | Vaasa Vikings |
| Totale   | 6              | 0              | 0              | 6              | 190            | 48             | 1       | 1       | 2       | 32      | 32      |           |               |

Fonti: Enciclopedia del Football - A cura di Massimo Mezzetti

### Riepilogo fasi finali disputate
| Anno             | Luogo     | Evento         | Fase del torneo      | Incontro                                | Risultato |
| 1979             | Espoo     | Syys Cup       | Finale               | East City Giants - MAJS                 | 6 - 0     |
| 1980             |           | Vaahteraliiga  | Finale 3º - 4º posto | East City Giants - Helsinki Roosters    | 42 - 0    |
| 1981             | Helsinki  | Vaahteraliiga  | Vaahteramalja        | MAJS - East City Giants                 | 30 - 24   |
| 1982             |           | Vaahteraliiga  | Finale 3º - 4º posto | Espoo Poli - East City Giants           | 26 - 0    |
| 1983             |           | Vaahteraliiga  | Finale 3º - 4º posto | East City Giants - MAJS                 | 22 - 3    |
| 1984             | Helsinki  | Vaahteraliiga  | Vaahteramalja        | East City Giants - Turku Trojans        | 45 - 7    |
| 13 agosto 2011   | Pori      | II-divisioona  | Semifinale           | Pori Bears - East City Giants           | 42 - 6    |
| 30 agosto 2014   | Helsinki  | III-divisioona | Spareggio promozione | Helsinki Wolverines - East City Giants  | 8 - 0     |
| 19 agosto 2017   | Helsinki  | I-divisioona   | Semifinale           | Helsinki Wolverines - East City Giants  | 42 - 0    |
| 2 settembre 2017 | Lahti     | IV-divisioona  | Äijämalja            | Vaasa Vikings - Helsinki Giants         | 12 - 8    |
| 24 agosto 2018   | Kotka     | I-divisioona   | Semifinale           | Kotka Eagles - East City Giants         | 27 - 21   |
| 11 agosto 2019   | Kotka     | I-divisioona   | Semifinale           | Kotka Eagles - East City Giants         | 34 - 6    |
| 7 agosto 2022    | Oulu      | II-divisioona  | Quarti di finale     | Oulu Northern Lights - East City Giants | 27 - 18   |
| 13 agosto 2023   | Rovaniemi | II-divisioona  | Quarti di finale     | Rovaniemi Nordmen - East City Giants    | 41 - 20   |
| 10 agosto 2024   | Tampere   | I-divisioona   | Spagettimalja        | Tampere Saints - East City Giants       | 22 - 25   |

## Palmarès
- 1 Syys Cup (1979)
- 5 Vaahteramalja (1984, 1991, 1992, 1993, 1994)
- 1 Spagettimalja (2024)
- 2 Campionati Under-19 a 11 (1999, 2000)
- 1 Campionato Under-13 a 9 (2017)